# بلوهچوو
بلوهچوو (به بلغاری: Belevehchevo) یک منطقهٔ مسکونی در بلغارستان است که در استان بلاگووگراد واقع شده‌است.
 بلوهچوو ۱٫۸۷ کیلومتر مربع مساحت و ۱ نفر جمعیت دارد و ۳۶۴ متر بالاتر از سطح دریا واقع شده‌است.